# Bernau bei Berlin
Bernau bei Berlin (powszechnie stosowna jest również forma skrócona Bernau) – miasto we wschodniej części Niemiec, w kraju związkowym Brandenburgia, w powiecie Barnim, położone około 20 kilometrów na północny wschód od centrum Berlina i 40 kilometrów na południowy zachód od granicy z Polską.

## Historia

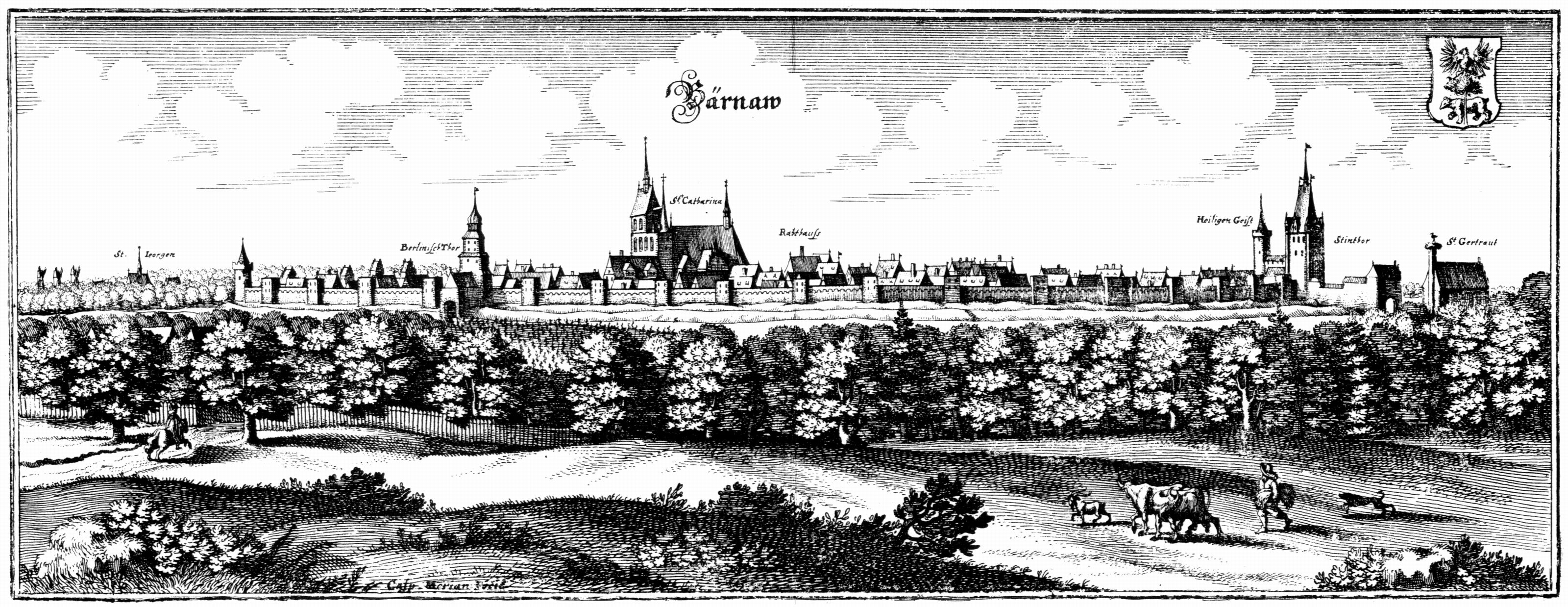
Bernau bei Berlin w XVII wieku

Pierwotnie osiedle słowiańskie, potem ten obszar należał do założonego w 1123 r. biskupstwa w Lubuszy (Lebus) podporządkowanemu aż do połowy XVI wieku arcybiskupowi w Gnieźnie. Początki miasta sięgają XII wieku (1140), zanim założono w ok. 1230, miasto na planie zbliżonym do okręgu. Legenda mówi, iż Albrecht Niedźwiedź zastał tu ludność, która oferowała mu duże ilości piwa, wytwarzanego w prymitywnym browarze koło rzeki Panke. W zamian za to władca założył gród. Dlatego też zostało prawnie zakazane zanieczyszczanie rzeki wszelkimi ekskrementami. W latach 1373–1415 wraz z Marchią Brandenburską znajdował się pod panowaniem Królestwa Czech. W XIV wieku miasto zostało silnie obwarowane, co poskutkowało obroną miasta m.in. przed husytami w 1432. Aż do XVII w. Bernau był jednym z bogatszych ośrodków w Brandenburgii. Wojna trzydziestoletnia oraz epidemia dżumy spustoszyły miasto. W 1699 r. Fryderyk I Hohenzollern pozwolił hugenotom na osiedlenie się w tym mieście. Ze źródeł wiemy, iż osiedliło się ok. 25 rodzin (rolnicy, rzemieślnicy, naukowcy i handlarze). 
W 1842 r. została przeprowadzona przez Bernau linia kolejowa łącząca Berlin ze Szczecinem, zaś w 1924 miasto otrzymało połączenie z berlińską S-Bahn – szybką koleją miejską. W 1930 r. w mieście została założona Wyższa Szkoła Generalna Związków Handlowych. W latach 1949–1990 część NRD i miasto powiatowe w okręgu Frankfurt nad Odrą. W latach 80. wyburzono duży fragment starego miasta i zastąpiono je częściowo budynkami z wielkiej płyty.

## Zabytki
Z pierwotnych obwarowań zachowała się do dziś większość kamiennych i ceglanych murów miejskich, kilka baszt (w tym ceglana Wieża Prochowa zwieńczona blankami i stożkowym hełmem). Z trzech bram miejskich zachowała się do dziś Brama Kamienna, w której obecnie znajduje się muzeum miejskie. Została podwyższona w XV wieku, połączona z Wieżą Głodową murem ze strzelnicami.
Spośród obiektów w obrębie obwarowań najcenniejszym zabytkiem jest kościół NMP. Wzniesiony w 1516 r. jako ceglana, trójnawowa hala, trzeci na tym miejscu. Z poprzednich dwóch kościołów zachowały się fragmenty, w tym granitowy portal z 1230 roku. Wnętrze nakryte sklepieniami gwiaździstymi i sieciowymi (wsparte na filarach, z których każdy przybiera odmienną formę) kryje cenne dzieła sztuki doby późnego gotyku oraz renesansu. Ołtarz główny – późnogotycki poliptyk z rzeźbioną sceną Koronacji NMP oraz malowanymi wątkami hagiograficznymi. Skrzydła malowane prawdopodobnie przez Lucasa Cranacha Starszego. Rzeźby Grupy Ukrzyżowania umieszczone na belce tęczowej pochodzą z 1520 r. zespół późnogotyckich rzeźb (m.in. relief ze sceną Ogrójca) oraz tabernakulum z XV wieku. Drewniana chrzcielnica pochodzi z 1609 r. W prezbiterium umieszczone są drewniane XVII-wieczne stalle.
W pobliżu nieistniejącego dziś XV-wiecznego szpitala znajduje się późnogotycka kaplica pw. św. Jerzego. Zachowała się w całości jego architektura, ponadto we wnętrzu znajduje się krucyfiks oraz rzeźby Marii i św. Jana, z początku XVI stulecia.
Ponadto cennym zespołem są budynki o konstrukcji szkieletowej, wśród nich tzw. Domek Kantora z XVII wieku oraz zabudowa m.in. przy Tuchmacher – i Berliner Straße – głównie XVIII-wieczna.
Budynek Wyższej Szkoły Generalnej Związków Handlowych zaprojektował w r. 1928, w duchu Bauhausu szwajcarski architekt Hannes Meyer.

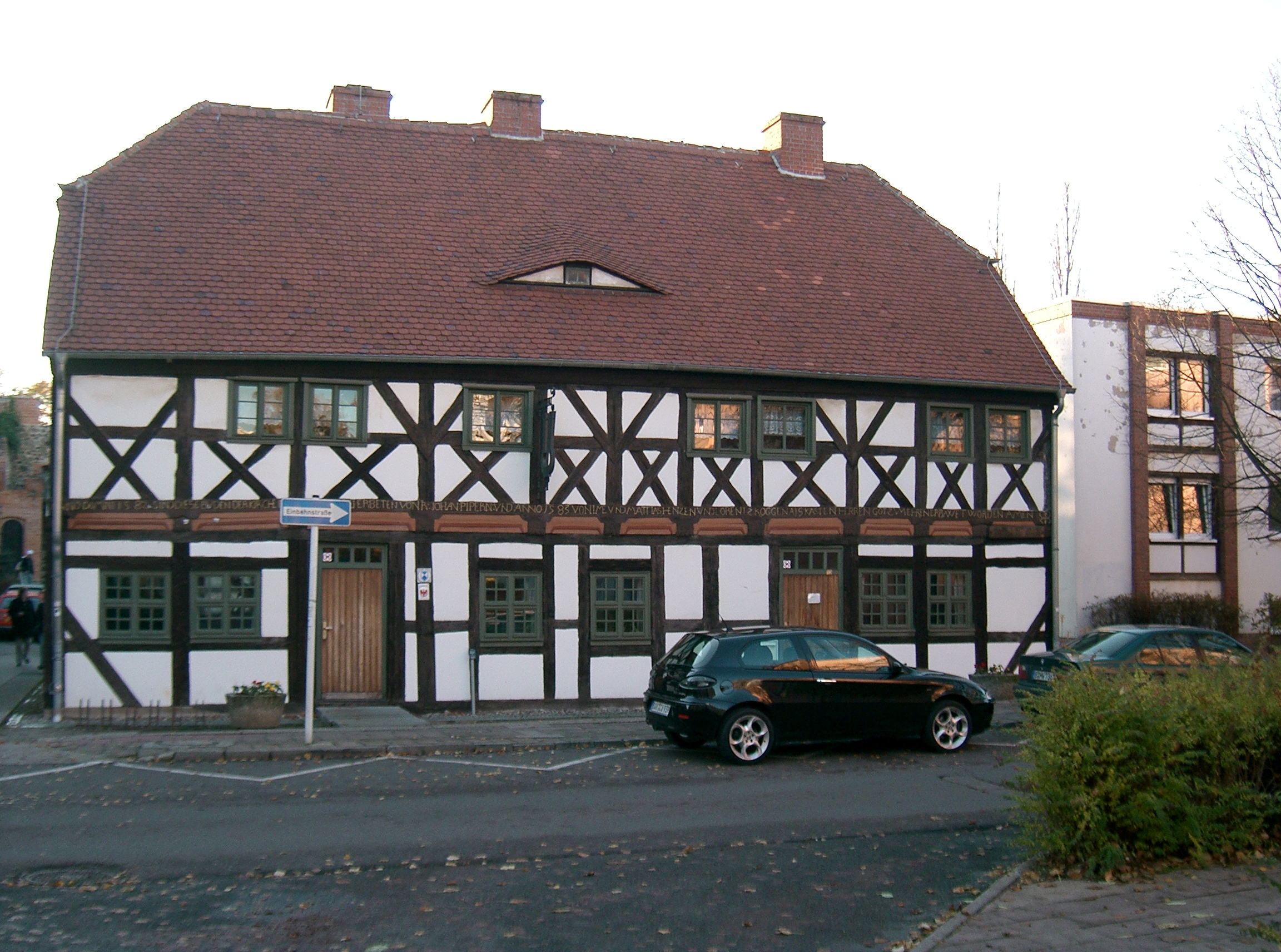
XVII-wieczny Dom Kantora
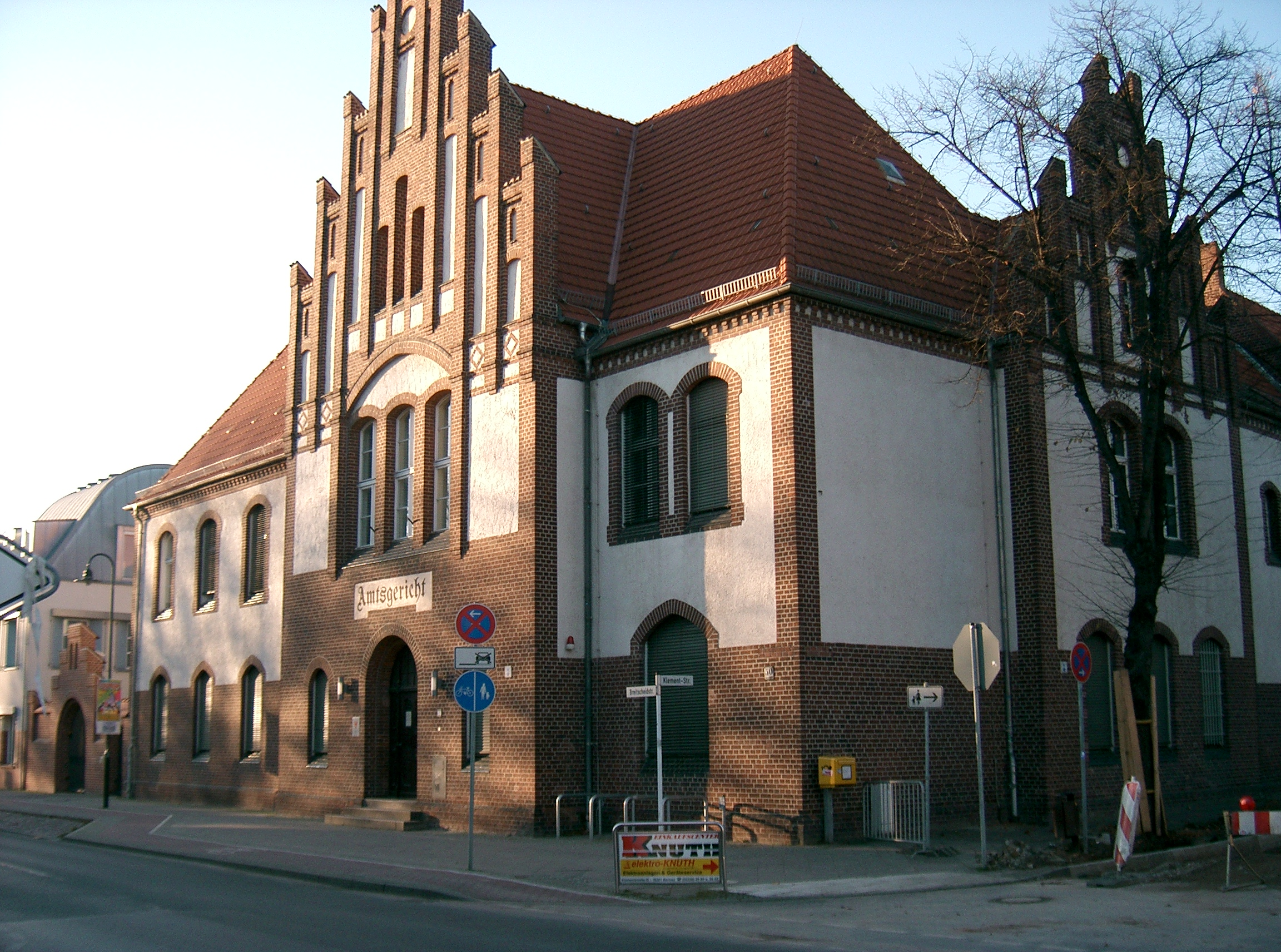
Neogotycka siedziba powiatu
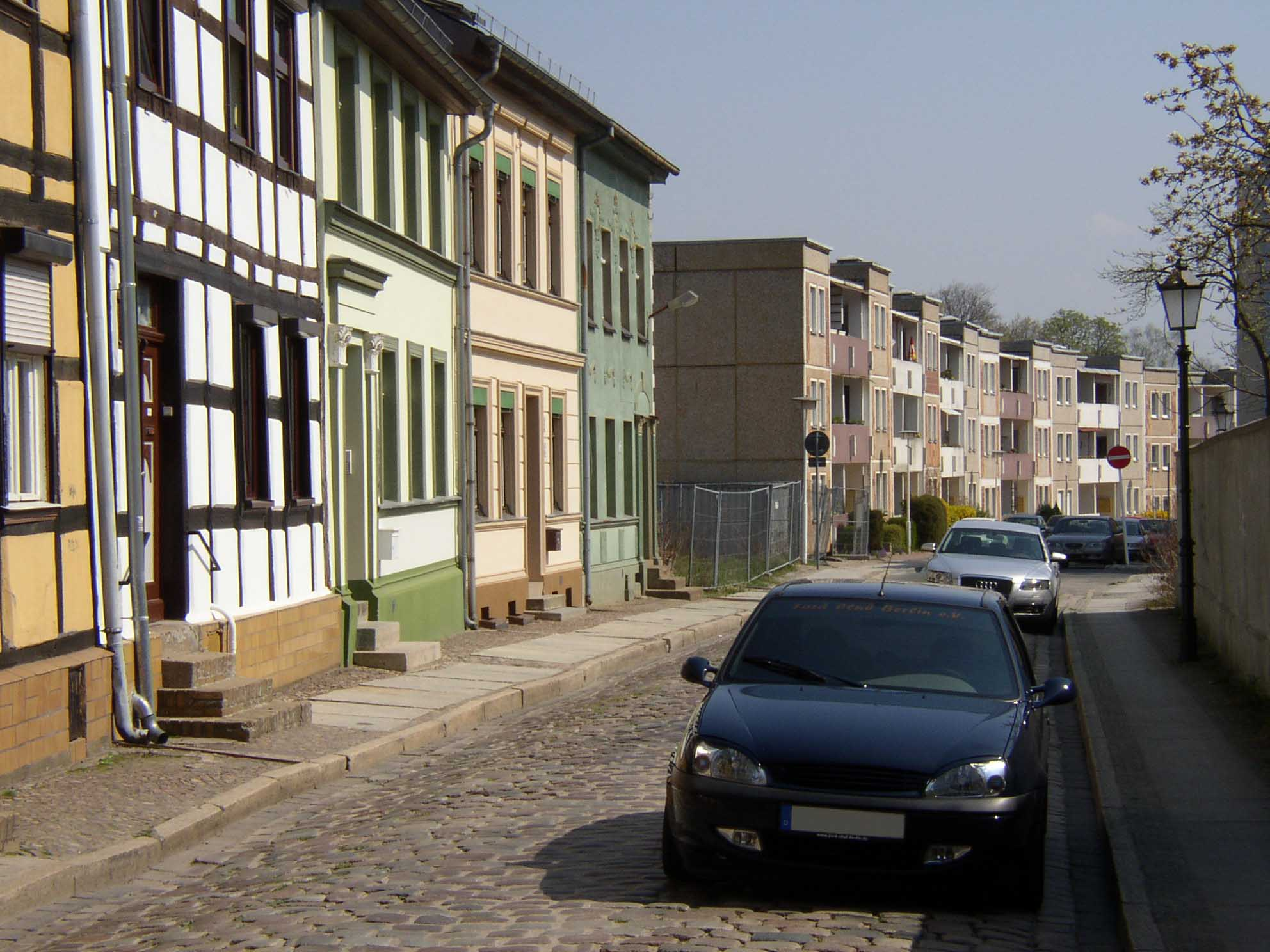
XVIII wiek i czasy NRD w jednym
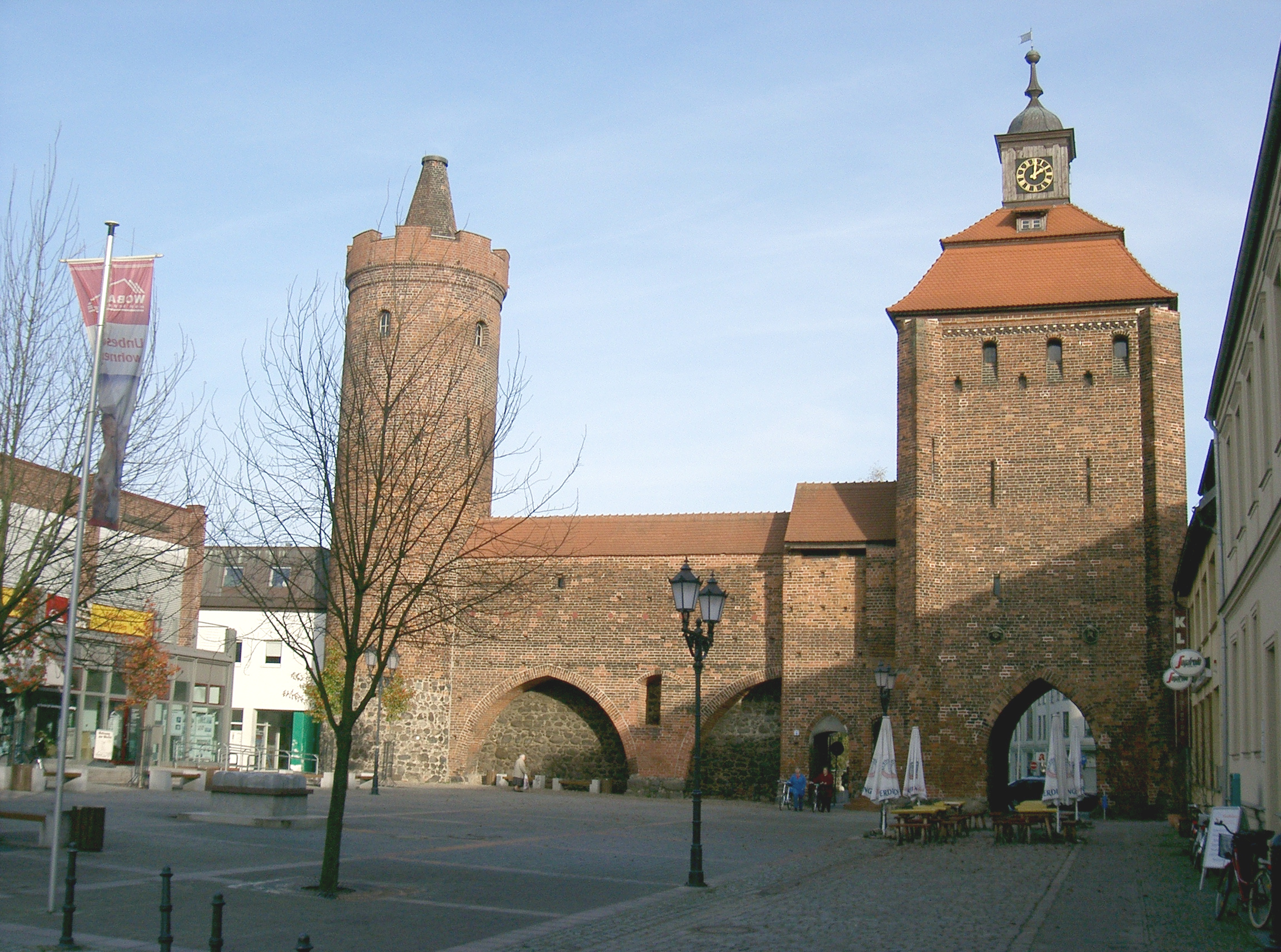
Brama Kamienna i Wieża Głodowa
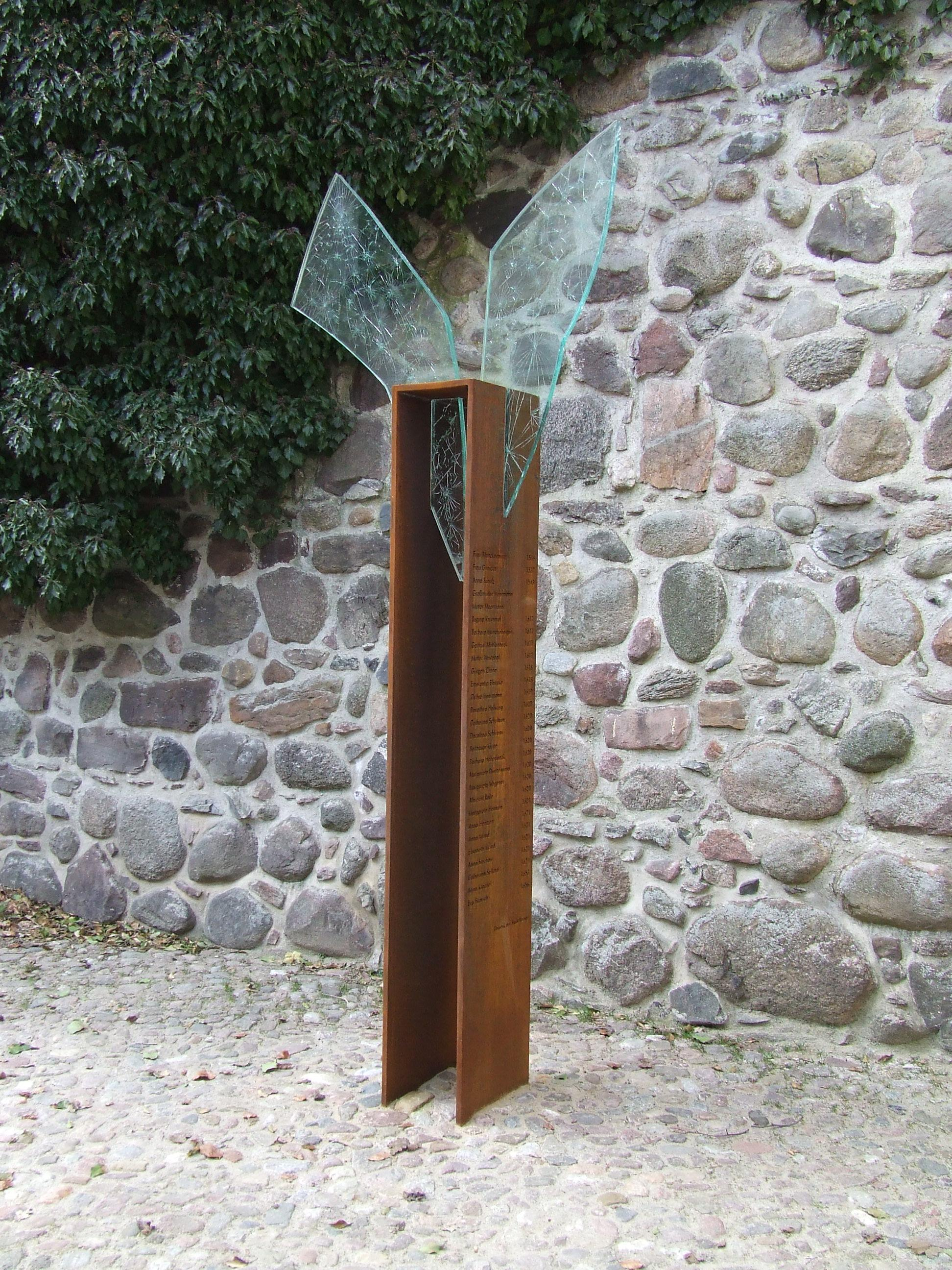
Pomnik ofiar prześladowania czarownic w Bernau autorstwa Annelie Grund
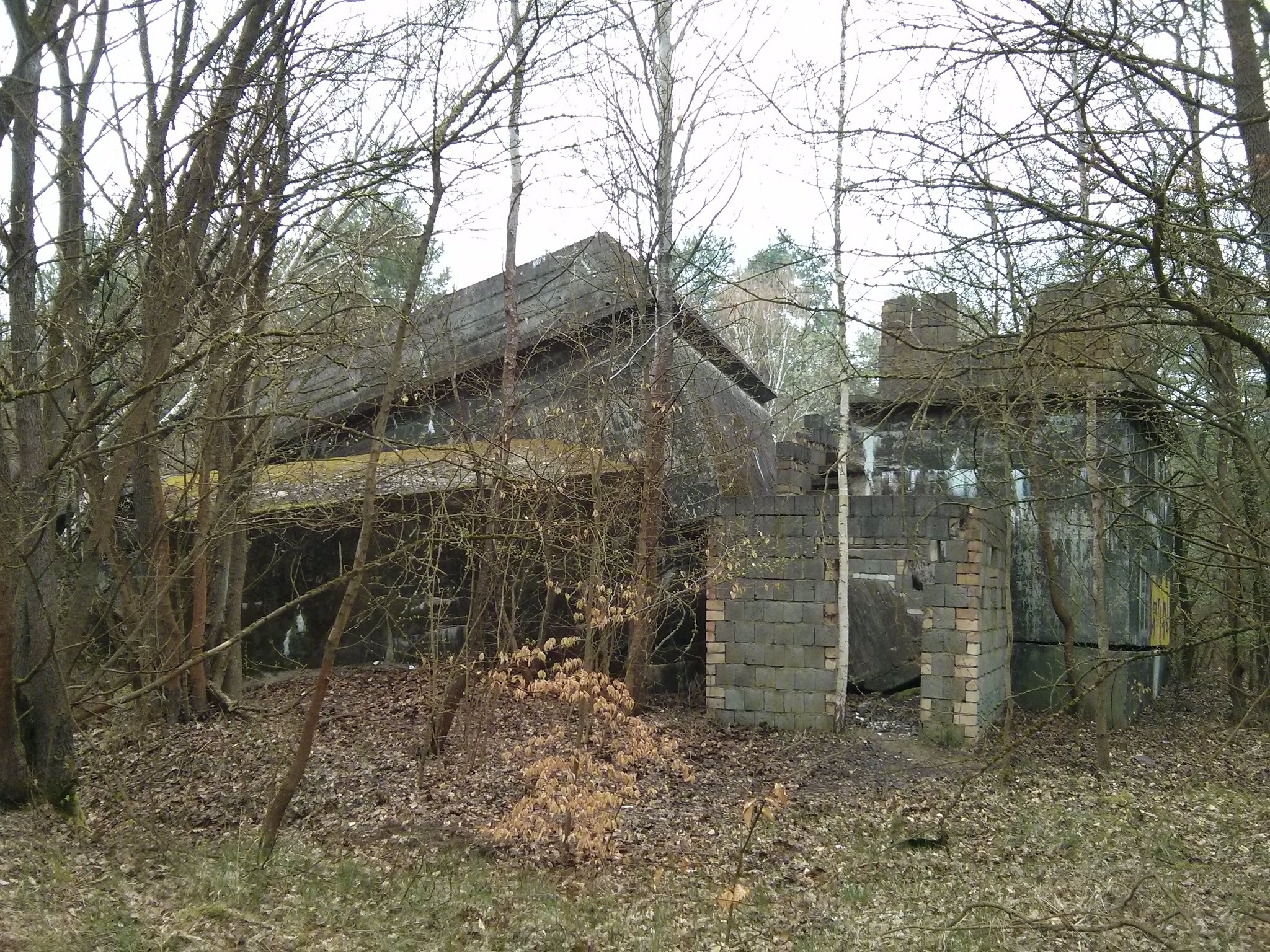
Pozostałości Lager Koralle, wojennej siedziby dowództwa Kriegsmarine, niedaleko Ladeburg
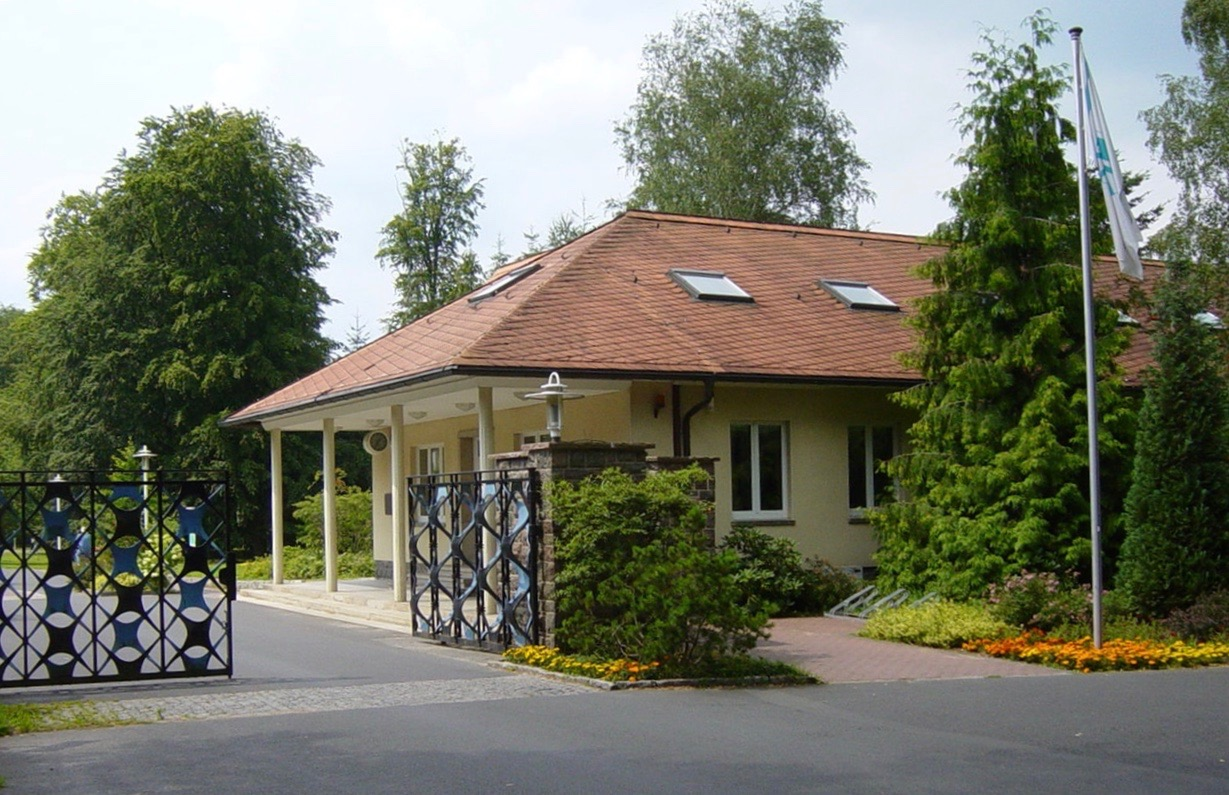
Główna wartownia Waldsiedlung, dawniej strzeżone osiedle dla kierownictwa NRD

## Dzielnice miasta
Altstadt, Blumenhag, Friedenstal, Eichwerder, Nibelungen, Süd, Pankeborn, Rutenfeld, Lindow, Birkenhöhe, Birkholz, Birkholzaue, Waldsiedlung, Waldfrieden oraz Börnicke, Ladeburg, Lobetal, Schönow.

## Transport
Niedaleko miasta krzyżują się autostrady A10 jako zewnętrzna obwodnica Berlina (Berliner Ring) oraz A11 jako połączenie Berlina ze Szczecinem.
W mieście znajduje się stacja kolejowa Bernau, końcowa stacja linii S2 berlińskiej szybkiej kolei miejskiej oraz przystanek regionalnych połączeń pomiędzy Berlinem a Szczecinem i Stralsundem, a także przystanek Bernau-Friedenstal.

## Miasta partnerskie
- Polska: Skwierzyna
- Nadrenia Północna-Westfalia: Meckenheim
- Francja: Champigny-sur-Marne